# Sophie Scholl (Comic)
Sophie Scholl ist eine im Jahre 2015 entstandene Graphic Novel des Autors Heiner Lünstedt und der Illustratorin Ingrid Sabisch für den Knesebeck Verlag. Der Comic ist auch in Italien und Taiwan erschienen.

## Inhalt
Das biographische Comic erzählt Sophie Scholls Leben ab ihrem ersten Treffen mit ihrem Freund Fritz Hartnagel als Sechzehnjährige bis zu ihrem frühen Tod durch ihre Hinrichtung im Strafgefängnis in München-Stadelheim. Der Fokus liegt auf dem Briefwechsel zwischen Sophie Scholl und Fritz Hartnagel.
In ihrer Heimatstadt Ulm lernt die junge Sophie Scholl den Soldaten Fritz Hartnagel, dem sie gleich nicht mehr aufhört zu schreiben, kennen. Die beiden Verliebten, Sophie und Fritz, kommen sich schnell näher und Fritz wird Sophies Familie vorgestellt. Da der junge Fritz allerdings Soldat ist, muss er an die Front ziehen. So nimmt der Briefkontakt, in dem sie sich sowohl erlebte Ereignisse, als auch Meinungen und Ansichten mitteilen, seinen Lauf. In diesen Briefen kommen Konflikte zwischen Werten zur Sprache, die auch andere kritisch denkende Menschen dieser Zeit beschäftigen.
Sophie, die sowohl durch ihren familiären Hintergrund, als auch durch die Erzählungen und Berichte von der Front ihres Verlobten dem Nationalsozialismus gegenüber schnell skeptisch eingestellt ist, macht eine Ausbildung als Kindergärtnerin, in der Hoffnung, so dem Reichsarbeitsdienst umgehen zu können. Ihre Arbeit stellt sich als sehr ermüdend heraus. 
In einem Brief teilt Fritz seiner Verlobten seine Auffassung über das Soldatentum mit: Er sieht darin eine ehrwürdige Lebenshaltung, worin seine Verlobte ihm nur wenig zustimmt. Sophies Plan stellt sich als gescheitert heraus: Sie muss doch in den Arbeitsdienst, in welchem sie zwar auch positive, aber vor allen Dingen unangenehme Erfahrungen macht. Gleichzeitig desillusioniert das Soldatenleben Fritz langsam aber sicher. An Samstagen verbringen die Liebenden Zeit miteinander.
1942 tritt Sophie Scholl ein Studium in Biologie und Philosophie an der Universität München an. Durch ihren dort lebenden Bruder kommt die junge Frau rasch mit NS-Widerständlern, wie dem Gebildeten Professor Huber oder Alexander, einem Freund Hans’, in Kontakt. Fritz besucht ihre Verlobte in München. Gleich wird das erste Flugblatt der Gruppe, an welchem Sophie noch nicht beteiligt war, verteilt. Zum gleichen Zeitpunkt wird Robert Scholl, Sophie und Hans’ Vater, wegen einer ausgesprochenen Beleidigung des Führers festgenommen. 
Die Studentengruppe bastelt am nächsten Flugblatt, welches über Weitergaben an Bahnhöfen durch das ganze Reich verteilt wird. 
Zum gleichen Zeitpunkt leidet Fritz an der unerträglichen Kälte an der Ostfront und erhält wegen seiner erfrorenen Hände und Füße eine Schwerverletztenkarte. Dank dieser kann er nach Lemberg gelangen. 
Die Widerstandsbewegungen der Gruppe nehmen zu: Die Gruppe beschreibt Mauern während der Nacht und sorgt somit für einen Skandal in München. Jetzt soll das 6. Flugblatt, verfasst von Professor Huber, verteilt werden. Allerdings werden die Geschwister dabei erwischt, wie sie einen Stapel Flugblätter von einem Treppengeländer in der Münchener Uni nach unten werfen. Es kommt zur Verhaftung und Verurteilung zu Tode der Dreiergruppe. Fritz erfährt von der traurigen Nachricht. Über BBC spricht der Schriftsteller Thomas Mann das deutsche Volk an, indem er das Geschwisterpaar lobt. Außerdem wird das 6. Flugblatt tausendfach über Deutschland abgeworfen.

## Figuren

### Hauptfigur: Sophie Scholl
Die Protagonistin Sophie Scholl, mit ganzem Namen Sophia Magdalena Scholl, steht im Mittelpunkt des Comics und ist mit der historischen Figur Sophie Scholl, welche in der Widerstandsgruppe Weiße Rose engagiert war, gleichzusetzen. Sophie Scholl wird in Heiner Lünstedt und Ingrid Sabischs Comic als eine sehr sensible und rezeptive junge Frau mit einer großen Empfindsamkeit dargestellt, was sich besonders in ihrem Briefdialog zu Fritz Hartnagel festmachen lässt. Gleichzeitig kennzeichnet Sophie Scholl hingegen eine gewisse Herzhaftigkeit und Entschlossenheit, was der Leser beispielsweise an ihrem unangekündigten Besuch in einer Luftwaffenkaserne in Augsburg bei Fritz Hartnagel feststellen kann. Dem Nationalsozialismus ist Sophie Scholl von Anfang der Geschichte an relativ argwöhnisch eingestellt. Als sie ihre Ausbildung als Kindergärtnerin antritt, schreibt sie ihrem Freund, dass sie sich auf diese Weise erhofft, den Reichsarbeitsdienst zu umgehen. Als sie später doch in den Arbeitsdienst muss, bestätigt sich ihre Verdrossenheit dem Nationalsozialismus gegenüber. Auch das Soldatentum sieht Sophie Scholl nur mit großer Skepsis. Sie sieht darin, wie sie ihrem Freund in einem ihrer Briefe mitteilt, nichts weiter als ein Ausführungsglied seiner Regierung. „Sein Beruf ist gehorchen.“ 
Sophies Tendenz, Dinge zu hinterfragen und ihnen auf den Grund zu gehen zeigt sich schon in sehr frühem Alter und deutet auf ihre spätere Beteiligung in der Widerstandsgruppe hin. In München kommt Sophie Scholl schnell mit einem Kreis von Widerständlern in Kontakt und interessiert sich für deren Ideen. Bei ihr entlarvt sich ein Interesse für Politik und ein brennender Tatendrang. Ihr Engagement in der Gruppe nimmt rasant zu, so dass sie schnell Initiativen ergreift. Die junge Sophie Scholl stellt sich als überzeugte Pazifistin gegen die Nazi-Diktatur heraus. Nach ihrer Verhaftung bleibt die junge Erwachsene ihren Prinzipien treu, verteidigt, das was sie getan hat unnachgiebig und beweist Zivilcourage.

### Nebenfiguren
In Reihenfolge ihrer Erscheinung:

#### Anneliese
Anneliese ist eine Freundin von Sophie. Mit ihr begegnet Sophie Fritz zum ersten Mal und lernt ihn kennen.

#### Fritz Hartnagel
Fritz Hartnagel ist der vier Jahre ältere Freund von Sophie Scholl. Er ist Soldat der Deutschen Wehrmacht. Obgleich Fritz im Soldatsein eine Lebenshaltung, in welcher man zahlreiche Tugenden in sich vereinen muss, sieht, erschüttern auch ihn Kriegsgeschehnisse zutiefst. Wie seine Freundin Sophie, kennzeichnet auch ihn eine große Menschlichkeit. Durch Sophie hinterfragt er das herrschende Regime immer mehr. An der Ostfront vor Stalingrad kämpft Fritz mit der eisigen Kälte und erleidet an zwei Fingern Erfrierungen dritten Grades. Durch die Aushändigung einer Schwerverletztenkarte kann er zu seiner Erleichterung nach Lemberg gelangen, wo er versorgt wird. Die Nachricht der Hinrichtung seiner Freundin erhält der Soldat noch im Krankenhaus in Lemberg, worüber er zutiefst erschüttert ist.

#### Robert Scholl
Robert Scholl ist der Vater der Kinder Sophie, Hans, Inge, Werner und Elisabeth Scholl. Er wird, aufgrund einer Beleidigung des Führers, von der Gestapo in Ulm festgenommen. Vor einem Sondergericht wird der Familienvater zu einer viermonatigen Haftstrafe verurteilt. Er, seine Frau, Inge und Elisabeth kommen nach der Hinrichtung Sophies und Hans’ in die Haftanstalt.

#### Lena Scholl
Lena Scholl ist die Mutter der Kinder Sophie, Hans, Inge, Werner und Elisabeth Scholl. In der Verhandlung von Sophie und Hans ist sie über die Stärke und Tapferkeit der beiden verwundert.

#### Inge, Werner und Elisabeth Scholl
Inge Werner und Elisabeth Scholl sind die Geschwister von Hans und Sophie Scholl.

#### Die Führerin
Die Führerin leitet den Reichsarbeitsdienst, in welchen Sophie geht. Sie ist in den Augen der jungen Sophie alles andere als liebenswürdig.

#### Hans Scholl
Hans Scholl ist der Bruder von Sophie, Inge, Werner und Elisabeth Scholl. Er studiert in München und ist Mitbegründer der studentischen Widerstandsgruppe. Während der Semesterferien müssen er und die anderen Mitglieder der Widerstandsgruppe als Soldaten an die Ostfront. Seine letzten Worte vor seiner Hinrichtung waren „Es lebe die Freiheit!“

#### Alexander
Alexander ist ein Freund von Hans Scholl und gehört ebenfalls der Weißen Rose an.

#### Professor Huber
Professor Huber ist Philosophieprofessor an der Universität München. Als Gelehrter kritisiert er Hitler und die NS-Herrschaft sehr scharf. Wie Hans Scholl, hält er sich in Widerstandskreisen auf. Er verfasst zudem Flugblätter, die von den Studenten verteilt werden. Seine Vorlesungen an der Universität sind unter den Studenten sehr beliebt.

#### Herr Mohr
Herr Mohr besetzt ein Amt der geheimen Staatspolizei in München. Ihm wird, zu seinem Gräuel, von den Flugblättern der Widerstandsbewegung berichtet.

#### Thomas Mann
Thomas Mann spricht über das BBC das deutsche Volk an und lobt dort die Tätigkeiten der Gruppe.

## Pressestimmen
Heiner Lünstedt und Ingrid Sabisch haben für ihre biographische Graphic Novel insgesamt positive Rezension erhalten. So schreibt beispielsweise Linda Jessen für die Abendzeitung München: „So ist ein hochauthentisches Werk entstanden.“ „Wer bisher noch nicht so viel von Sophie Scholl weiß, aber Interesse an dem Leben einer tapferen Widerstandskämpferin hat, für den ist diese Comic-Biographie sicherlich ein guter Einstieg. Mich hat das Buch neugierig gemacht.“ Gelobt wird der Roman für seine Bebilderung deutscher Historie sowie die Darstellung der Persönlichkeit Sophie Scholls aus einem intimen Blickwinkel. „Aber auch, wenn man schon vieles über Sophie Scholl gehört, gelesen und gesehen hat: Die Graphic-Novel-Biographie von Ingrid Sabisch und Heiner Lünstedt hat ihren Platz im Bücherregal verdient.“